# Łatno
Łatno [pronunciación en polaco: /ˈwatnɔ/] (en alemán: Altenhof) es un pueblo ubicado en el distrito administrativo de Gmina Brojce, dentro del Condado de Gryfice, Voivodato de Pomerania Occidental, en el norte de Polonia occidental. Se encuentras aproximadamente a 4 kilómetros al norte de Brojce, a 14 kilómetros al noreste de Gryfice, y a 82 kilómetros al noreste de la capital regional Szczecin.
Antes de 1945, el área fue parte de Alemania. Luego de la Segunda Guerra Mundial la población alemana fue expulsada y reemplazada por Polos. Para la historia de la región, véase Historia de Pomerania.
El pueblo tiene una población de 45 habitantes.